# Gegeneophis
Gegeneophis – rodzaj płazów beznogich z rodziny Grandisoniidae.

## Rozmieszczenie geograficzne
Rodzaj obejmuje gatunki występujące w południowych i północno-wschodnich Indiach.

## Systematyka
Rodzaj zdefiniował w 1876 roku niemiecko-brytyjski zoolog Albert Günther w artykule zatytułowanym Trzeci raport na temat kolekcji indyjskich gadów pozyskanych przez Muzeum Brytyjskie, opublikowanym w czasopiśmie „Proceedings of the Zoological Society of London”. Jednak nazwa Gegenes której Günther użył na opisanie nowego rodzaju okazała się zajęta przez rodzaj motyli opisany w 1816 roku, dlatego w 1880 roku niemiecki zoolog Wilhelm Peters nadał rodzajowi płazów nową nazwę – Gegeneophis. Gatunkiem typowym jest (oznaczenie monotypowe) G. carnosus.

### Etymologia
- Gegenes: gr. γεγειος gegeios ‘z ziemi zrodzony’[2].
- Gegeneophis (Gegenophis): gr. γεγειος gegeios ‘z ziemi zrodzony’; όφις óphis ‘wąż’[1].

### Podział systematyczny
Do rodzaju należą następujące gatunki:
- Gegeneophis carnosus (Beddome, 1870)
- Gegeneophis danieli Giri, Wilkinson & Gower, 2003
- Gegeneophis goaensis Bhatta, Dinesh, Prashanth & Kulkarni, 2007
- Gegeneophis krishni Pillai & Ravichandran, 1999
- Gegeneophis madhavai Bhatta & Srinivasa, 2004
- Gegeneophis mhadeiensis Bhatta, Dinesh, Prashanth & Kulkarni, 2007
- Gegeneophis orientalis Agarwal, Wilkinson, Mohapatra, Dutta, Giri & Gower, 2013
- Gegeneophis pareshi Giri, Gower, Gaikwad & Wilkinson, 2011
- Gegeneophis primus Kotharambath, Gower, Oommen & Wilkinson, 2012
- Gegeneophis ramaswamii Taylor, 1964
- Gegeneophis seshachari Ravichandran, Gower & Wilkinson, 2003
- Gegeneophis tejaswini Kotharambath, Wilkinson, Oommen & Gower, 2015